# Laura Henson
Laura Henson, née le 30 août 1872 à Philadelphie et morte le 4 avril 1961 à Philadelphie, est une joueuse de tennis américaine du début du XXe siècle.
En 1897, elle a remporté l'US Women's National Championship en double mixte, associée à D. Magruder. 

## Palmarès (partiel)

### Titre en double mixte
| No | Date       | Nom et lieu du tournoi                 | Catégorie | Surface      | Partenaire  | Finalistes            | Score         |          |
| -- | ---------- | -------------------------------------- | --------- | ------------ | ----------- | --------------------- | ------------- | -------- |
| 1  | 15-06-1897 | US National Championships Philadelphie | G. Chelem | Gazon (ext.) | D. Magruder | Maud Banks A. Griffin | 6-4, 6-3, 7-5 | Parcours |

## Parcours en Grand Chelem (partiel)
Si l’expression « Grand Chelem » désigne classiquement les quatre tournois les plus importants de l’histoire du tennis, elle n'est utilisée pour la première fois qu'en 1933, et n'acquiert la plénitude de son sens que peu à peu à partir des années 1950.

### En simple dames
| Année | - | - | - | - | Wimbledon | Wimbledon | US National    | US National |
| 1896  | - | - | - | - | -         | -         | 1er tour (1/8) | Grace Booth |

À droite du résultat, l’ultime adversaire.

### En double dames
| Année | - | - | - | - | Wimbledon | Wimbledon | US National           | US National          |
| 1896  | - | - | - | - | -         | -         | 1/2 finale G. Kimball | J. Atkinson E. Moore |

Sous le résultat, la partenaire ; à droite, l’ultime équipe adverse.

### En double mixte
| Année | - | - | Championnat de France | Championnat de France | Wimbledon | Wimbledon | US National          | US National           |
| 1897  | - | - | -                     | -                     | -         | -         | Victoire D. Magruder | Maud Banks A. Griffin |

Sous le résultat, le partenaire ; à droite, l’ultime équipe adverse.